# Mayer István (fizikus)
Mayer István (Budapest, 1943. január 25. – 2020. január 12.) magyar kémikus, fizikus, radiofizikus, professzor emeritus.

## Élete
Mayer Arnold (1906–1945) gyorsírótanár és Demény Márta (1919–1998) fiaként született. A második világháború idején apját elhurcolták; 1945. február 14-én a dachaui koncentrációs táborban vesztette életét. Anyai nagyanyai dédapja Peisner Ignác (1855–1924) hírlapíró.
Kitüntetéses rádiófizikusi diplomát 1967-ben szerzett a Harkovi Egyetemen. 1968 óta kutatói pályafutása az MTA Központi Kémiai Kutatóintézetéhez, ill. Kémiai Kutatóközpontjához kötődött. Habár a kezdeti időkben a  ESR-spektroszkópiával foglalkozott, tudományos érdeklődése mégis a kvantumkémiai problémák felé fordult, ahol nemzetközileg igen jelentős eredményeket ért el.
Fő kutatási területe a kémiai kötés fizikai természetének leírása és az intermolekuláris kölcsönhatások elméleti vizsgálata, főként kötésrend- és vegyérték-indexek kifejlesztésére irányult. Ezeknek az indexeknek a jelentősége abban rejlik, hogy fontos koncepcionális kapcsolatot teremtenek a molekulák (mint elektron- és atommagrendszerek) fizikai leírása és a kötésekkel összekapcsolt atomok által alkotott molekulák kémiai elképzelése között. Mayer István munkásságának köszönhető az ab initio kötésrend-index az általa 1983-ban kidolgozott „kémiai Hamilton-operátor közelítés” keretében jelent meg.
A Mayer-féle kötésrendszámítási módszer mára már beépült a standard kvantumkémiai programcsomagokba. A különféle energia-dekompozíciós eljárások kidolgozásával bevezette és jellemezte az ab initio energiakomponenseket, később a 3 dimenziós fizikai térben is értelmezhető kötésrendeket, vegyértékeket és energiakomponenseket. Bevezette az effektív minimál bázis fogalmát, amely összeköti a modern számítások módszertanát a klasszikus kémiai gondolkodással. 
Mayer István és felesége, Révész Márta az egykulcsos adórendszer bevezetése óta (2010) támogatták havi rendszerességgel a Kiútprogramot (azt a pénzt, amit az egykulcsos rendszer náluk hagyott, ténylegesen a legszegényebbekre költik), amely a legszegényebbeknek létrehozott foglalkoztatási program. Utolsó kívánságaként temetése alkalmából a Kiútprogram számára kért a róla megemlékezőktől támogatást.

## Könyvek
- István Mayer: Simple Theorems, Proofs, and Derivations in Quantum Chemistry. USA: Springer. 2003.  ISBN 978-1-4757-6519-9
- István Mayer: Bond Orders and Energy Components. Extracting Chemical Information from Molecular Wave Functions. Boca Raton, Fl, USA: CRC Press. 2017.  ISBN 978-0367864842